# The Long Run
| 전문가 평가              | 전문가 평가 |
| 평가 점수                | 평가 점수   |
| 출처                     | 점수        |
| ------------------------ | ----------- |
| AllMusic                 | [ 1 ]       |
| Christgau's Record Guide | C+          |
| Rolling Stone            | [ 3 ]       |
| Smash Hits               | 4/10        |

《The Long Run》은 미국의 록 밴드 이글스의 여섯 번째 스튜디오 음반이다. 1979년 9월 24일, 미국과 영국에서 어사일럼 레코드로 발매되었다. 이 음반은 창립 멤버 랜디 마이즈너를 대체한 티머시 B. 슈밋과 2001년 밴드에서 탈퇴하기 전에 돈 펠더를 참여시킨 마지막 스튜디오 음반이 수록된 첫 번째 이글스 음반이다.
이것은 이 밴드의 어사일럼 레코드의 마지막 스튜디오 음반이었으며, 2007년 《Long Road Out of Eden》까지 그들의 마지막 스튜디오 음반으로 판명될 것이다.
〈Heartache Tonight〉, 〈The Long Run〉, 그리고 〈I Can't Tell You Why〉라는 음반에서 세 개의 싱글이 발매되었다. 〈Heartache Tonight〉은 싱글 차트 1위에 올라 그래미 어워드를 수상했다. 이 음반은 미국 음반 산업 협회에 의해 7배 플래티넘 인증을 받았으며 미국에서 8백만 장 이상이 팔렸다.

## 배경
이 음반은 원래 더블 음반으로 제작될 예정이었다. 그 밴드는 충분한 노래를 낼 수 없었고 따라서 그 생각은 폐기되었다. 이 녹음은 장기화되었고 1978년에 녹음을 시작했으며, 이 음반은 5개의 다른 스튜디오에서 녹음하는데 18개월이 걸렸고, 마침내 1979년 9월에 음반이 발매되었다. 돈 헨리에 따르면 밴드의 멤버들은 음반 녹음을 시작할 때 오랜 투어에서 "완전히 소진됐다" 그리고 "물리적, 감정적, 영적, 창조적으로 지쳤다"고 했고, 노래도 거의 없었다. 하지만, 그들은 〈Heartache Tonight〉에서 프라이, 헨리와 함께 작곡한 친구 J. D. 사우더와 밥 시거의 기여로 이 음반에 10곡의 곡을 넣을 수 있었다(사우더는 또한 〈Teenage Jail〉과 〈The Sad Cafe〉에서 작곡 크레딧을 받았다).
헨리에 따르면, 타이틀곡은 당시 디스코가 지배적이고 펑크가 나면서 "Who is gonna make it/ We'll find out in the long run(누가 만들 것인가/장기적으로 알아내겠다)"는 대사를 자극하는 언론 기사에 부분적으로 반응했다. 그는 이들이 "《Hotel California》에 가치 있는 후속 조치를 전달하려는 압박감에 무너지면서 그룹이 분열되고 있는 동안" 장수와 후세에 대해 썼기 때문에 가사에 대한 영감 또한 "철저하다"고 말했다.

## 상업적 성과
1979년 9월에 발매되었을 때, 《The Long Run》은 빌보드 200 차트에서 2위로 데뷔했고 일주일 후 1위를 기록했다. 이 음반은 1970년대의 마지막 1위 음반으로, 8주 동안 1위 자리를 지켰다. 《The Long Run》은 1980년 2월 1일 미국 음반 산업 협회로부터 처음으로 플래티넘 인증을 받았으며, 2001년 3월 20일 플래티넘 7배에 달했다. 미국에서 800만 장 이상이 팔렸다.
이 음반은 3개의 톱 10 싱글인 〈Heartache Tonight〉와 이 음반의 타이틀 컷인 〈I Can't Tell You Why〉를 생성했다. 이들 싱글은 각각 1위, 8위, 8위에 올랐다. 이 밴드는 또한 〈Heartache Tonight〉로 그래미 어워드를 수상했다.

## 곡 목록
| #  | 제목                     | 작사·작곡                      | 리드 보컬          | 재생 시간 |
| -- | ------------------------ | ------------------------------ | ------------------ | --------- |
| 1. | 〈The Long Run〉         | 돈 헨리, 글렌 프라이           | 돈 헨리            | 3:42      |
| 2. | 〈I Can't Tell You Why〉 | 헨리, 프라이, 티머시 B. 슈미트 | 티머시 B. 슈미트   | 4:56      |
| 3. | 〈In the City〉          | 조 월시, 배리 드 보존          | 조 월시            | 3:46      |
| 4. | 〈The Disco Strangler〉  | 헨리, 프라이, 돈 펠더          | 헨리               | 2:46      |
| 5. | 〈King of Hollywood〉    | 헨리, 프라이                   | 헨리와 글렌 프라이 | 6:27      |

| #  | 제목                                | 작사·작곡                           | 리드 보컬     | 재생 시간 |
| -- | ----------------------------------- | ----------------------------------- | ------------- | --------- |
| 1. | 〈Heartache Tonight〉               | 헨리, 프라이, 밥 시거, J. D. 사우더 | 프라이        | 4:27      |
| 2. | 〈Those Shoes〉                     | 헨리, 프라이, 펠더                  | 헨리          | 4:57      |
| 3. | 〈Teenage Jail〉                    | 헨리, 프라이, 사우더                | 헨리와 프라이 | 3:44      |
| 4. | 〈The Greeks Don't Want No Freaks〉 | 헨리, 프라이                        | 헨리          | 2:21      |
| 5. | 〈The Sad Café〉                    | 헨리, 프라이, 월시, 사우더          | 헨리          | 5:35      |

## 참여 인원
이글스
- 글렌 프레이 - 전자기타, 키보드, 보컬
- 돈 헨리 - 드럼, 타악기, 보컬
- 돈 펠더 - 전자기타, 어쿠스틱 기타, 슬라이드 기타, 오르간, 보컬
- 조 월시 - 전자기타, 슬라이드 기타, 키보드, 보컬
- 티모시 B. 슈미트 - 베이스 기타, 보컬

이글스 이외 인원
- 지미 버핏 - 보컬, 백 보컬
- 몬스터톤스 - 백 보컬
- 데이비드 샌본 - 알토 색소폰
- 밥 시거 - 〈Heartache Tonight〉의 백 보컬

## 인증
| 국가                                                  | 인증        | 판매량/출하량 |
| ----------------------------------------------------- | ----------- | ------------- |
| 오스트레일리아 (ARIA)                                 | 3× 플래티넘 | 210,000^      |
| 프랑스 (SNEP)                                         | 2× 골드     | 200,000*      |
| 홍콩 (IFPI 홍콩)                                      | 골드        | 10,000*       |
| 일본 (오리콘 차트)                                    | —           | 247,000       |
| 뉴질랜드 (RMNZ)                                       | 플래티넘    | 15,000^       |
| 스위스 (IFPI 스위스)                                  | 골드        | 25,000^       |
| 영국 (BPI)                                            | 골드        | 100,000^      |
| 미국 (RIAA)                                           | 7× 플래티넘 | 8,000,000     |
| *판매량을 기반으로 한 인증 ^출하량을 기반으로 한 인증 |             |               |